# Elwira Todua
Elwira Todua (ros. Эльвира Зурабовна Тодуа, ur. 31 stycznia 1986 w Tkwarczeli) – rosyjska piłkarka grająca na pozycji bramkarza, zawodniczka krasnoarmiejskiej Rossijanki i reprezentacji Rosji, uczestniczka Mistrzostw Europy w Piłce Nożnej Kobiet 2009.